# 上寨乡
上寨乡，是中华人民共和国河北省石家庄市鹿泉区下辖的一个乡镇级行政单位。

## 行政区划
上寨乡下辖以下地区：
上寨村、南寨村、北寨村、梁庄村和常河村。